# Holly Marie Combsová
Holly Marie Combsová (nepřechýleně Combs; * 3. prosince 1973 San Diego, Kalifornie) je americká herečka. Od roku 1998 hrála Piper Halliwellovou, jednu z hlavních rolí v seriálu Čarodějky. V roce 2002 se stala i jeho producentkou.

## Biografie
V sedmi letech se s rodinou odstěhovala do New Yorku, kde začala pracovat jako modelka. Odtud už byl jen krůček k herectví, do kterého ji tlačila především matka Laurelai. Po několika malých rolích se v roce 1992 objevila v Picket Fences. U seriálu vydržela čtyři roky a obdržela za něj několik cen.

## Osobní život
V roce 1993 si vzala herce Bryana Travise Smitha, rozvedli se v roce 1997.
14. února 2004 se provdala za Davida W. Donoho, s kterým už předtím čtyři roky žila. 26. dubna 2004 se jim narodil syn Finley Arthur Donoho a 26. října 2006 druhý syn Riley Edward Donoho. Po narození Rileyho se na veřejnosti neukazovala. 26. května 2009 se jí narodil již třetí syn Kelley James Donoho. V listopadu roku 2011 zažádala o rozvod.
Dne 3. září 2017 oznámila zasnoubení se svým přítelem Mikem Ryanem
prostřednictvím svého instagramového účtu. 7. září 2019 se vzali. 

## Filmografie

### Film
| Rok  | Název                                          | Role                         | Poznámky |
| ---- | ---------------------------------------------- | ---------------------------- | -------- |
| 1985 | Walls of Glass                                 | Abby Hall                    |          |
| 1988 | Tanec sladkých srdcí                           | Debs Boon                    |          |
| 1989 | Povídky z New Yorku                            | Helena                       |          |
| 1989 | Narozen 4. července                            | Jenny Turner                 |          |
| 1991 | Nobody Can Hear You Scream                     | Melinda Ashwood              |          |
| 1991 | Rockenwagner                                   | Claire Lynas                 |          |
| 1992 | Simple Men                                     | Kim Fields                   |          |
| 1992 | Dr. Giggles                                    | Jennifer Campbell            |          |
| 1992 | Chain of Desire                                | Diana Richards               |          |
| 1994 | Danielle Steel: Srdce si nedá poroučet         | Amanda Hale                  |          |
| 1994 | Město vyvolených                               | Erin Sloan                   |          |
| 1995 | A Reason to Believe                            | Sharon Digby                 |          |
| 1995 | Evil in the Basement                           | Karen Ford                   |          |
| 1996 | Sins of Silence                                | Sophie DiMattio/Teresa Sobeo |          |
| 1997 | Love's Deadly Triangle: The Texas Cadet Murder | Diane Zamora                 |          |
| 1997 | Mámin vrah                                     | Alex Morell                  |          |
| 2001 | Dannyho parťáci                                | Samu sebe                    | cameo    |
| 2003 | Jane má schůzku                                | Natasha Nutley               |          |
| 2007 | Stupnice strachu                               | Katherine Alden              |          |
| 2008 | Zack's Life                                    | Ashley Turner                |          |
| 2009 | Mistresses                                     | Janey                        |          |
| 2010 | Tenement                                       | Karen Prescott               |          |
| 2011 | Summer of Love                                 | Samu sebe                    |          |
| 2012 | Radical Something: Naked in Venice             | Lily                         |          |
| 2016 | Love's Complicated                             | Lea Townsend                 |          |

### Televize
| Rok       | Název                            | Role            | Poznámky                                             |
| --------- | -------------------------------- | --------------- | ---------------------------------------------------- |
| 1990      | U nás ve Springfieldu            | Louisa Young    | 2 episodes                                           |
| 1991–1994 | As the World Turns               | Denise Jones    | 5 episodes                                           |
| 1992–1996 | Picket Fences                    | Kimberly Brock  | Main role (83 episodes)                              |
| 1997      | Relativity                       | Anne Pryce      | díl: „Billable Hours“                                |
| 1998–2006 | Čarodějky                        | Piper Halliwell | hlavní role, 179 dílů, také producentka (5.–8. řada) |
| 2008      | Killer in the Family             | Samantha        |                                                      |
| 2010      | Family of Secrets                | Zoe Morris      |                                                      |
| 2014      | Hell's Kitchen                   | Samu sebe       | díl: „15 Chefs Compete“                              |
| 2015      | Off the Map with Shannen & Holly | Samu sebe       | reality-show, 6 dílů                                 |
| 2010–2017 | Prolhané krásky                  | Ella Montgomery | hlavní role (1.–3. řada), host (4.–7. řada), 62 dílů |